# Lebanon (Film)
Lebanon (Originaltitel: hebräisch לבנון Lebanon) ist ein Spielfilm aus dem Jahr 2009. Regie bei der israelisch-deutsch-französisch-libanesischen Koproduktion führte Samuel Maoz. Der Regisseur verarbeitete in seinem preisgekrönten Spielfilmdebüt die eigene Teilnahme am Libanon-Krieg 1982.

## Handlung
Der erste Tag des Libanon-Feldzugs im Jahr 1982: der junge israelische Soldat Shmulik schließt sich als Schütze einer Panzerbesatzung an. Diese besteht neben ihm aus dem strengen Assil, dem das Panzer-Kommando obliegt, dem vorlauten Hertzel, der die Geschütze nachlädt sowie dem gutmütigen und hilfsbereiten Fahrer Yigal. Die junge Panzerbesatzung (im internen Funksprechverkehr mit dem Codenamen „Nashorn“ versehen) gehört einer Soldaten-Fußeinheit um den harten, keinen Widerspruch duldenden Kommandanten Jamil (Codename: „Cinderella“) an. Sie wagen sich am helllichten Tag über ein Sonnenblumenfeld und eine Bananen-Plantage hinter die feindlichen Linien vor, die bereits von der israelischen Luftwaffe angegriffen wurden.
Schon in der Plantage wird der Trupp von bewaffneten arabischen Aufständischen in einem Personenwagen angegriffen. Die gefährliche Situation verwirrt Shmulik, der noch nie auf Menschen geschossen hat. Er gibt keinen einzigen Schuss ab. Die Panzerbesatzung beobachtet die Reanimierungsversuche um einen tödlich getroffenen israelischen Soldaten, in Armeekreisen „Engel“ genannt, der schließlich im Panzer abgeladen wird. Kommandant Jamil befiehlt nach dem Vorfall keine Warnschüsse mehr abzugeben. Daraufhin wird irrtümlich ein nachfolgender Lieferwagen eines Geflügelbauern von Shmulik angegriffen. Der schwer verletzte arabische Fahrer wird von Jamil erschossen.
Der Trupp erreicht eine durch die israelische Luftwaffe zerstörte Stadt, wo die Soldaten mit zahlreichen Leichen, aber auch einigen wenigen überlebenden Zivilisten konfrontiert werden. Gleichzeitig wird der Leichnam des israelischen Soldaten durch einen Hubschrauber abgeholt. Jamil informiert die Panzerbesatzung, dass sie für kurze Zeit in ziviles Gebiet vordringen werden. Die gegen internationales Recht verstoßenden Phosphor-Granaten sollen unter dem Codenamen „flammender Rauch“ weiterbenutzt werden. Die naive Bitte Yigals an Jamil, seinen Eltern eine Nachricht zukommen zu lassen, wird nicht gewährt und bringt die übrige Panzerbesatzung kurzzeitig gegen den Fahrer auf. Als Terroristen in einem zerstörten Mehrfamilienhaus eine scheinbar arabisch-christliche Familie als Geiseln nehmen, zögert Shmulik erneut und schießt verspätet eine Granate ab. Nur die verzweifelte Mutter überlebt, die halbnackt um ihre getötete Tochter trauert und von den Israelis zurückgelassen wird.
Jamil ermahnt Shmulik und Assil und befiehlt der Besatzung, bei jeder beobachteten Bewegung eine Phosphor-Granate abzufeuern. Shmulik, Assil und Hertzel geraten daraufhin in Streit. Einen folgenden Raketenangriff auf den Panzer im zerstörten Stadtzentrum überleben die vier unverletzt, jedoch erscheint Yigal der Panzer fahruntüchtig. Die Besatzung hört gleichzeitig über Funk, dass ihr Trupp von der Route abgekommen ist und sich in einem von einem syrischen Kommando kontrollierten Gebiet bewegt, weitab der israelischen Nachhut. Ein gefangener syrischer Soldat („Grille“) wird ihnen von Jamil zur Überwachung übergeben und im Inneren des Panzers angekettet. Der Truppen-Kommandant beweist der Besatzung, dass der Panzer noch halbwegs fahrtüchtig ist, was Assil gegen die anderen aufbringt. Jamil weigert sich, entgegen den Befehlen der Heeresführung, mit Phalangisten zu kooperieren, die den Trupp zur israelischen Basis „St. Tropez“ zurückführen sollen. Ein Phalangist bedroht auf Arabisch den syrischen Gefangenen im Panzer, der daraufhin von der unwissenden Besatzung mit Morphium ruhiggestellt werden muss. Über den Notfunkkanal „Pluto“ findet Hertzel heraus, wie verzweifelt die Lage von Jamils Trupp ist, der der Heeresführung via Funk Bescheid gibt, seine sowie Yigals Eltern über ihre Situation zu informieren.
In der Nacht wird die von den Phalangisten geführte Panzerbesatzung auf dem Weg nach „St. Tropez“ von Jamil und seiner Truppe abgeschnitten. Assil weigert sich, der von einem Phalangisten vorgeschlagenen Route zu folgen. Plötzlich vernimmt die Besatzung in der Stille laute arabische Musik. Jamil befiehlt ihnen per Funk, nach Norden zu fahren und alles auf dem Weg zu zerstören. Yigal verliert die Nerven, während der Panzer unter Beschuss genommen und getroffen wird. Dabei wird Yigal tödlich verletzt, dessen Eltern von der Heeresführung wie versprochen informiert wurden. Am nächsten Morgen kommt Shmulik dem dringenden Bedürfnis des syrischen Gefangenen nach und lässt ihn in ein Behältnis urinieren. Als Shmulik einen Blick aus dem Panzer wirft, stellt er fest, dass sie sich wie zu Beginn ihres Einsatzes außerhalb der Stadt in einem Feld voller Sonnenblumen befinden.

## Entstehungsgeschichte
Im Jahr 2007 begann Maoz mit der Realisierung des Films, seinem ersten Spielfilmprojekt. In diesem widmete er sich dem Libanonkrieg 1982, in dem er selbst als junger 20-jähriger Soldat verwundet worden war. Im Drehbuch verarbeitete Maoz persönliche Erlebnisse, nachdem bereits seine Regiekollegen Joseph Cedar (Beaufort, 2007) und Ari Folman (Waltz with Bashir, 2008) sich dem Libanonkrieg und der persönlichen Vergangenheit angenommen hatten. „Es dauerte bei mir 20 Jahre, ehe ich die Stärke hatte, das Drehbuch zu schreiben“, so Maoz im Dezember 2006 vor Beginn der Dreharbeiten. „Als ich im Libanon war, änderte es mein Leben. Ich tötete Menschen, während ich dort war. Der Film schaut auf sehr komplizierte Probleme.“ Finanziell unterstützt wurde Maoz’ Regiearbeit unter anderem durch die Filmstiftung Nordrhein-Westfalen, die hervorhob, dass der Film „ganz bei der Panzercrew“ bliebe. „Den Krieg und die beklemmende Bedrohung sehe man nur durch den Sucher des Zielfernrohrs.“

## Hintergrund
Deutsche Koproduzenten waren Benjamina Mirnik und Sonja Ewers von der Kölner Firma Ariel Films GmbH. Der Kinostart im deutschsprachigen Raum war am 14. Oktober 2010, Filmverleiher ist die Senator Entertainment AG.

## Kritiken
Die deutschsprachige Fachpresse äußerte sich mehrheitlich begeistert über den Film. Peter Zander (Die Welt) lobte Lebanon als einen der überzeugendsten Wettbewerbsbeiträge, der „weit über den konkreten historischen Fall hinaus zu einer allgemeingültigen Parabel auf den Krieg anwächst“, während der österreichische Standard die konzeptuelle Idee des klaustrophobischen Kammerspiels als äußerst effektvolles Mittel hervorhob, die Unwägbarkeiten des Krieges zu thematisieren.

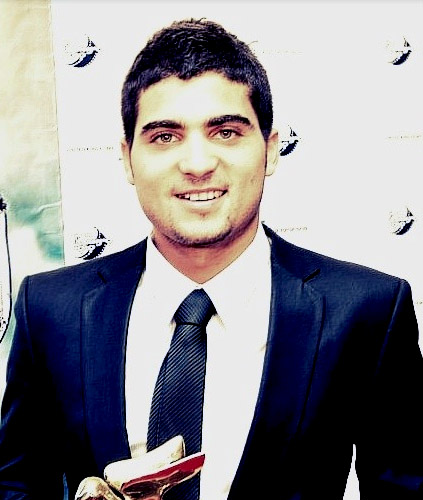
Schauspieler Oshri Cohen mit dem Goldenen Löwen der Filmfestspiele von Venedig 2009

Kritischer äußerte sich Felicitas Kleiner vom film-dienst. Lebanon sei ein „eindrucksvoller (Anti-)Kriegsfilm“, jedoch würde der Film einen „leicht schalen Nachgeschmack“ hinterlassen: „Allzu dezidiert wird hier um so etwas wie eine Apotheose für die traumatisierten Soldaten gerungen, werden alle politischen Kontexte und Schuldfragen drumherum ausgeblendet. So menschlich nachvollziehbar das in Hinblick auf die Vita des Filmemachers ist, kommt man doch nicht umhin, die Einseitigkeit dieser Darstellung des politisch sensiblen Themas zu bemerken.“

## Auszeichnungen
Lebanon wurde bei den 66. Filmfestspielen von Venedig mit dem Goldenen Löwen sowie dem Nazareno-Taddei-Preis und einer lobenden Erwähnung des Katholischen Weltverbands für Kommunikation (SIGNIS) ausgezeichnet. Im selben Jahr wurde der Film in zehn Kategorien für den Ophir Award nominiert, Israels nationalen Filmpreis, unter anderen in den Kategorien Film, Regie und Hauptdarsteller (Yoav Donat). Siege gab es für Nebendarsteller Zohar Shtrauss, die Kamera, den Ton und das Szenenbild. Auf dem Thessaloniki Film Festival erhielt Maoz den Human Values Award. Kameramann Giora Bejach wurde mit dem Goldenen Frosch des polnischen Filmfestivals Camerimage geehrt. Bei der Verleihung des Europäischen Filmpreises 2010 folgten fünf Nominierungen in den Kategorien Film, Regie, Drehbuch, Kamera und Schnitt sowie eine Nominierung in der Kategorie Bestes Erstlingswerk. Lebanon gewann die Preise für Kamera und Erstlingswerk.